# Mount Hotine
Mount Hotine ist ein 2250 m hoher Berg in der antarktischen Ross Dependency. In der Surveyors Range ragt er 4,4 km nordöstlich des Mount McKerrow auf. 
Teilnehmer einer von 1960 bis 1961 durchgeführten Kampagne im Rahmen der New Zealand Geological Survey Antarctic Expedition benannten ihn nach Martin Hotine (1898–1968), erster Leiter des britischen Directorate of Overseas Surveys.